# Thomas W. Baumgarte
Thomas W. Baumgarte (* 1966) ist ein deutscher Physiker.
Baumgarte ist Professor für Physik am Bowdoin College und außerordentlicher Professor für Physik an der University of Illinois at Urbana-Champaign. Diplom (1993) und Promotion (1995) erfolgten an der Ludwig-Maximilians-Universität München. Bevor er sich der Fakultät von Bowdoin anschloss, arbeitete er als Post-Doktorand in der Cornell University und der University of Illinois. Er ist Autor von über 100 Fachartikeln über allgemeine Relativitätstheorie und ihre Anwendung in der Astrophysik (z. B. zu Schwarzen Löchern, Neutronensternen und Gravitationskollaps). Außerdem veröffentlichte er zusammen mit Co-Autor Stuart L. Shapiro im Jahr 2010 das Buch „Numerical relativity - solving Einstein's equations on the computer“. 2012 erhielt er einen Friedrich Wilhelm Bessel-Forschungspreis.